# The World Factbook
The World Factbook, también conocida como el CIA World Factbook, es una publicación anual de la Agencia Central de Inteligencia (CIA) de los Estados Unidos con información básica tipo almanaque acerca de diversos países del mundo. La copia de la versión oficial está disponible en el Servicio Nacional de Información Técnica y en la Oficina de Imprenta del Gobierno. The Factbook está disponible en forma de página web, y se actualiza parcialmente cada semana. También está disponible para su descarga para uso fuera de línea. Proporciona un resumen de dos o tres páginas de los datos de demografía, geografía, comunicaciones, gobierno, la economía y militar de 267 entidades, incluidos en ellos los países reconocidos por Estados Unidos, los territorios dependientes y otras áreas en el mundo.
The World Factbook es preparado por la CIA para uso del personal del gobierno de los EE. UU., y su estilo, formato, cobertura y contenido están diseñados principalmente para satisfacer sus necesidades. También es utilizada como recurso para artículos de prensa o trabajos de investigación académicos. No obstante, no debería tomarse a Factbook como una fuente primaria de información sin antes contrastar o corroborar la misma puesto que en diversas publicaciones académicas se han señalado algunas de sus secciones como desactualizadas o incorrectas, dado que Factbook nunca cita sus fuentes, lo que hace que la verificación de la veracidad de la información que presenta sea muy difícil.
Como obra del gobierno de EE. UU., está bajo el dominio público en los Estados Unidos.

## Derechos de autor (copyright)

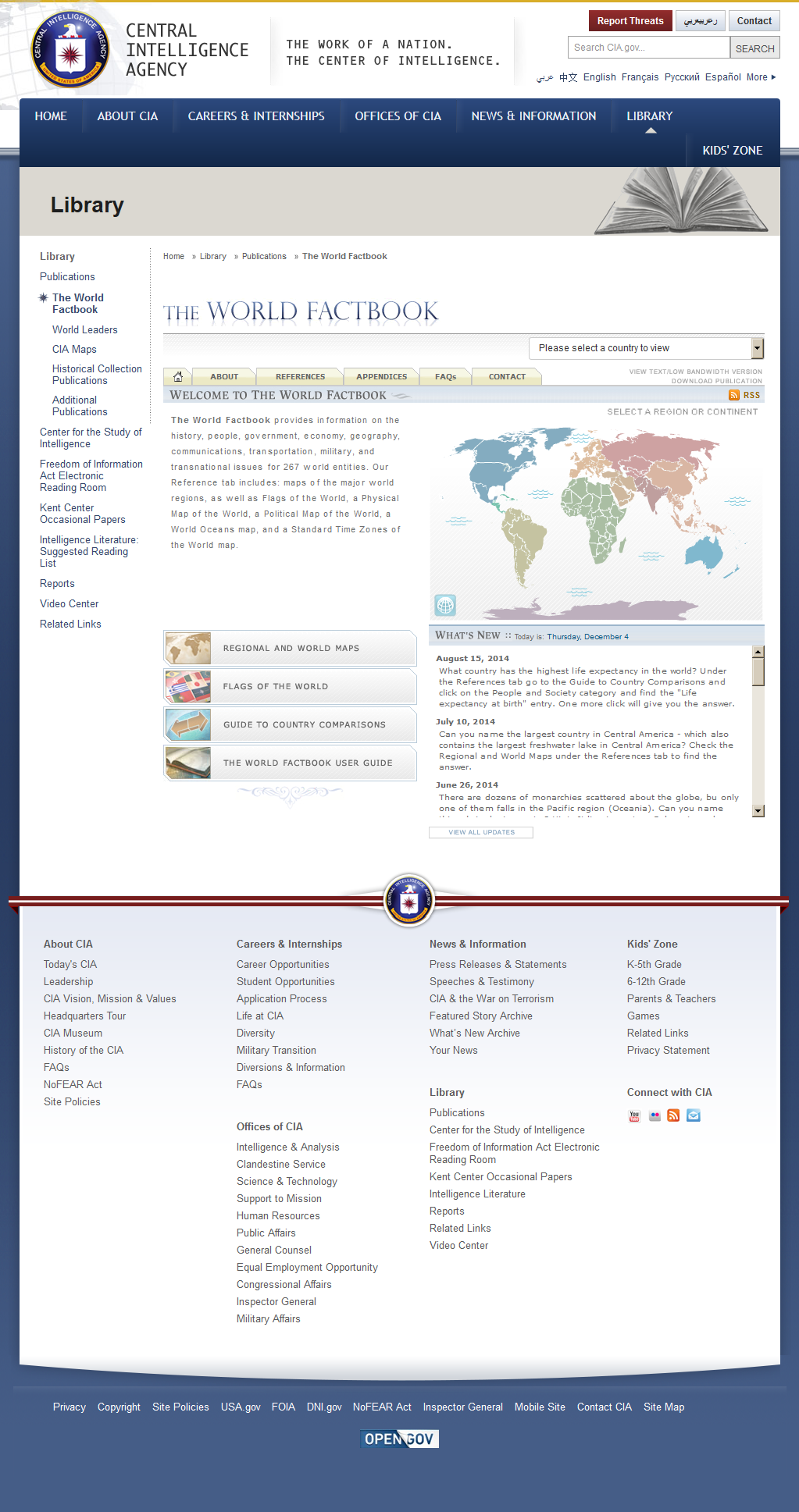
Captura de pantalla del sitio web de The World Factbook de la CIA, de diciembre de 2014.

Debido a que The Factbook es de dominio público como obra del gobierno de los Estados Unidos, se es libre, bajo la ley de los Estados Unidos, de redistribuir y modificar el contenido de la manera que se estime conveniente, sin permiso de la CIA. Sin embargo, la CIA solicita que sea citado cuando se utiliza The Factbook. El sello oficial de la CIA, sin embargo, bajo la ley de EE. UU. no se puede copiar sin permiso, como lo exige su acta de 1949.

## Frecuencia de actualizaciones y disponibilidad
Antes de noviembre de 2001 la web de The World Factbook se actualizaba cada año, de 2004 a 2010 se actualizó cada dos semanas, y desde 2010 se ha ido actualizando semanalmente. Generalmente, la información actualmente disponible a partir del 1 de enero del año en curso se utiliza en la preparación del Factbook.

### Edición gubernamental delFactbook
La primera edición clasificada del Factbook se publicó en agosto de 1962, y la primera versión no clasificada en junio de 1971. The World Factbook fue disponible por primera vez al público en la impresión en 1975. En 2008, la CIA suspendió la impresión de la Factbook por sí mismos, y dando las responsabilidades de impresión a la Oficina de Imprenta del Gobierno de Estados Unidos. Esto ocurrió debido a una decisión de la CIA para "concentrar los recursos del Factbook" en la edición en línea. El Factbook ha estado en la World Wide Web desde octubre de 1994. La versión web recibe un promedio de 6 millones de visitas al mes, y esta también se puede descargar. La versión oficial impresa se vende por la Oficina de Publicaciones del Gobierno y del Servicio Nacional de Información Técnica. En años anteriores, el Factbook estaba disponible en CD-ROM, microfilmes, cintas magnéticas y disquetes.

### Reimpresiones y ediciones antiguas en línea
Muchos sitios de Internet utilizan la información y las imágenes de la CIA World Factbook. Varias editoriales, incluyendo Grand River Books, Potomac Books (anteriormente conocido como Brassey Inc.), y Skyhorse Publishing han republicado el Factbook en los últimos años.

## Entidades listadas
Desde julio de 2011, The World Factbook consta de un total de 267 entidades. Estas entidades se pueden dividir en categorías. Estas son:
Países independientes
Esta categoría incluye los países independientes, concepto que la CIA define como un pueblo "organizada políticamente en un estado soberano con un territorio determinado". En esta categoría, hay 195 entidades.
Otros
La categoría otros es una lista de otros lugares aparte de la lista de países independientes. Actualmente hay dos en esta categoría: Taiwán y la Unión Europea.
Dependencias y áreas de soberanía especial
Esta categoría es una lista de lugares afiliados a otro país. Estos lugares pueden subdividirse en categorías utilizando el país al que están afiliados:
- Australia: seis entidades
- China: dos entidades
- Dinamarca: dos entidades
- Estados Unidos: catorce entidades
- Francia: ocho entidades
- Noruega: tres entidades
- Nueva Zelanda: tres entidades
- Países Bajos: tres entidades
- Reino Unido: diecisiete entidades

Misceláneo
Esta categoría es para la Antártida y lugares en disputa. Hay un total de seis entidades.
Otras entidades
Esta categoría es para el Mundo y los océanos. Hay cinco océanos y la Tierra (la entrada de la Tierra pretende ser un resumen de las otras entradas).

## Cuestiones territoriales y controversias

### Políticas

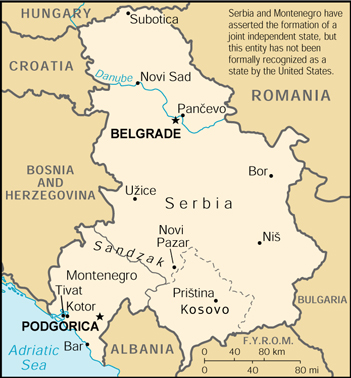
Un mapa de Serbia y Montenegro de la edición 2000 de The World Factbook. El descargo de responsabilidad está en la esquina superior derecha. Se puede ver cómo las ciudades capitales de ambas repúblicas están etiquetadas individualmente en el mapa.

Áreas no cubiertas
Algunas regiones específicas dentro de un país o las áreas en disputa entre los países, como Cachemira, no están cubiertas, pero otras áreas del mundo cuya situación es objeto de controversia, como las Islas Spratly, tienen entradas. Las áreas subnacionales de los países (como los estados de EE. UU. o las provincias y territorios canadienses) no están incluidos en el Factbook. En su lugar, los usuarios que buscan información acerca de las áreas subnacionales denominan "una enciclopedia completa" a una que haga referencia a ellos. Este criterio se ha utilizado en las ediciones de 2007 y 2011 con la decisión de retirar las entradas correspondientes a la Guayana Francesa, Guadalupe, Martinica, Mayotte y Reunión. Estas entradas se retiraron porque además de ser departamentos de ultramar, son realmente regiones de ultramar y parte integral de Francia.
Cachemira
Los mapas que muestran Cachemira tienen la frontera entre India y Pakistán dibujada en la Línea de control, pero la región de Cachemira administrada por China está dibujada en las líneas interiores.
Norte de Chipre
La República Turca del Norte de Chipre, que los EE. UU. considera parte de la República de Chipre, no se le da una entrada separada porque "ocupaciones territoriales/anexiones no reconocidos por el Gobierno de los Estados Unidos no se muestran en los mapas del gobierno de Estados Unidos".
Taiwán / República de China
El nombre "República de China" no aparece como el nombre oficial de Taiwán en la sección "Gobierno", debido al reconocimiento de Estados Unidos de la política de Beijing de Una sola China según la cual China y Taiwán forman parte de ella. El nombre "República de China" se agregó brevemente el 27 de enero de 2005, pero desde entonces se ha vuelto a cambiar a "ninguno". De los dos mapas de China del Factbook , uno destaca la isla de Taiwán destacada como parte del país mientras que el otro no.
Unión Europea
El 16 de diciembre de 2004, la CIA agregó una entrada para la Unión Europea (UE) por primera vez. La sección "Novedades" de la edición de 2005 dice: "La Unión Europea continúa acumulando más características similares a las de una nación, por lo que se consideró apropiada una lista separada".
Serbia y Montenegro / Yugoslavia
La República Federativa Socialista de Yugoslavia (RFSY) se disolvió en 1991. Al año siguiente, fue reemplazada en el Factbook con entradas para cada una de sus antiguas repúblicas constituyentes. Al hacer esto, la CIA denominó a la República Federal de Yugoslavia, proclamada en 1992, como Serbia y Montenegro, debido a que Estados Unidos no reconoció la unión entre las dos repúblicas. Esto se hizo de acuerdo con una decisión de los Estados Unidos del 21 de mayo de 1992 de no reconocer a ninguna de las repúblicas de la ex Yugoslavia como estados sucesores de la RFSY recientemente disuelta.
Estos puntos de vista quedaron claros en un aviso legal impreso en el Factbook : "Serbia y Montenegro han afirmado la formación de un estado independiente conjunto, pero esta entidad no ha sido reconocida como un estado por los Estados Unidos". Montenegro y Serbia fueron tratados por separado en los datos del Factbook hasta octubre de 2000, cuando Estados Unidos reconoció a la república tras el derrocamiento de Slobodan Milošević. En consecuencia, la edición de 2001 del Factbook se refería al estado como Yugoslavia. En febrero de 2003, el estado cambió de nombre, pasándose a llamar Serbia y Montenegro. El nombre del estado se modificó en el Factbook un mes después del cambio.
Timor Oriental / Timor-Leste
El 19 de julio de 2007, la entrada para Timor Oriental pasó a llamarse Timor-Leste tras una decisión de la Junta de los Estados Unidos sobre Nombres Geográficos (BGN).

### Errores factuales
El Factbook está lleno de errores menores, inexactitudes e información no actualizada, que a menudo se repiten en otros lugares debido al uso generalizado del Factbook como referencia.[cita requerida] Otro problema grave es que el Factbook nunca cita sus fuentes, lo que hace que la verificación de la información que presenta sea difícil, si no imposible.[cita requerida]
En junio de 2009, la radio pública estadounidense (NPR), citando datos del CIA World Factbook, estimó en 250.000 los judíos israelíes asentados en Cisjordania y Jerusalén Este. Sin embargo, la cifra correcta, basada en fuentes israelíes y datos del Departamento de Estado (Ministerio de Exteriores de Estados Unidos) es de unos 500 000. La NPR tuvo que emitir una corrección. Chuck Holmes, editor de internacional para NPR Digital, declaró que "estoy sorprendido y decepcionado, y me hace preguntarme qué otra información del World Factbook de la CIA es obsoleta o incorrecta."
En publicaciones académicas se han señalado algunas secciones del Factbook como desactualizadas.

### Versiones móviles delFactbook
- Edición Móvil de la CIA World Factbook (enlace roto disponible en Internet Archive; véase el historial, la primera versión y la última)., última actualización 10 de junio de 2008 (en inglés)
- World Factbook para Android Archivado el 8 de marzo de 2012 en Wayback Machine. – Versión optimizada del CIA World Factbook para dispositivos Android (en inglés)
- Mobile World Factbook – Versión móvil del The World Factbook para Android y J2ME (en inglés)

### ElFactbookpor año
- Países del Mundo - 30 años del CIA World Fact: (1982–2013) (en inglés)
- Ediciones anteriores del The World Factbook del archivo de la Universidad de Misuri-San Luis (en inglés):

1992 Archivado el 11 de junio de 2008 en Wayback Machine., 1993 Archivado el 5 de julio de 2008 en Wayback Machine., 1994 Archivado el 9 de julio de 2008 en Wayback Machine., 1995 Archivado el 20 de junio de 2008 en Wayback Machine., 1996 Archivado el 1 de octubre de 2008 en Wayback Machine., 1997 Archivado el 19 de julio de 2008 en Wayback Machine., 1998 Archivado el 1 de octubre de 2008 en Wayback Machine., 1999 Archivado el 1 de octubre de 2008 en Wayback Machine., 2000, 2001 Archivado el 15 de junio de 2008 en Wayback Machine., 2002 Archivado el 26 de mayo de 2008 en Wayback Machine., 2003 Archivado el 15 de junio de 2008 en Wayback Machine., 2004 Archivado el 15 de junio de 2008 en Wayback Machine., 2005 Archivado el 13 de mayo de 2008 en Wayback Machine., 2006 Archivado el 23 de marzo de 2022 en Wayback Machine., 2007 Archivado el 12 de junio de 2008 en Wayback Machine., 2008
- CIA World Factbook de 1991 (en inglés)
- CIA World Factbook de 1990 (en inglés)
- CIA World Factbook de 1989 (en inglés)
- CIA World Factbook de 1987 (en inglés)
- CIA World Factbook de 1986 (en inglés)
- CIA World Factbook de 1985 (en inglés)
- CIA World Factbook de 1984 (en inglés)
- CIA World Factbook de 1982 (en inglés)

- Datos: Q11191
- Multimedia: World Factbook / Q11191